# William Cavendish (1640-1707)
William Cavendish, I duque de Devonshire, caballero de la Orden de la Jarretera y consejero privado (25 de enero de 1640-18 de agosto de 1707) fue un soldado, estadista y político, hijo de William Cavendish, III conde de Devonshire y lady Cecil Elizabeth. Perteneciente al partido whig, en los reinados de Carlos II de Inglaterra y su hermano Jacobo II, fue líder de la anti-corte y anticatólico en la Cámara de los Comunes.

## En la Revolución Gloriosa
Firme partidario de la Revolución Gloriosa de 1688 que terminó con Guillermo III de Orange en el trono, firmó la invitación a Guillermo a entrar en Inglaterra, firmada por los que más adelante se llamarían los Siete Inmortales, notables ingleses:
- Thomas Osborne.
- Charles Talbot.
- El propio duque de Devonshire.
- Richard Lumley.
- El obispo de Londres, Henry Compton.
- Edward Russell.
- Henry Sydney (quien escribió la invitación).

En ella se comprometían a apoyar la causa de Guillermo si desembarcaba en Inglaterra con un pequeño ejército.
Después de la revolución, fue un líder whig, que se desempeñó como Lord Steward o Gran Mayordomo de Guillermo III desde 1689 hasta su muerte, y le fue creado el título de duque de Devonshire en 1694, así como el de marqués de Hartington en reconocimiento a sus servicios.

## Familia

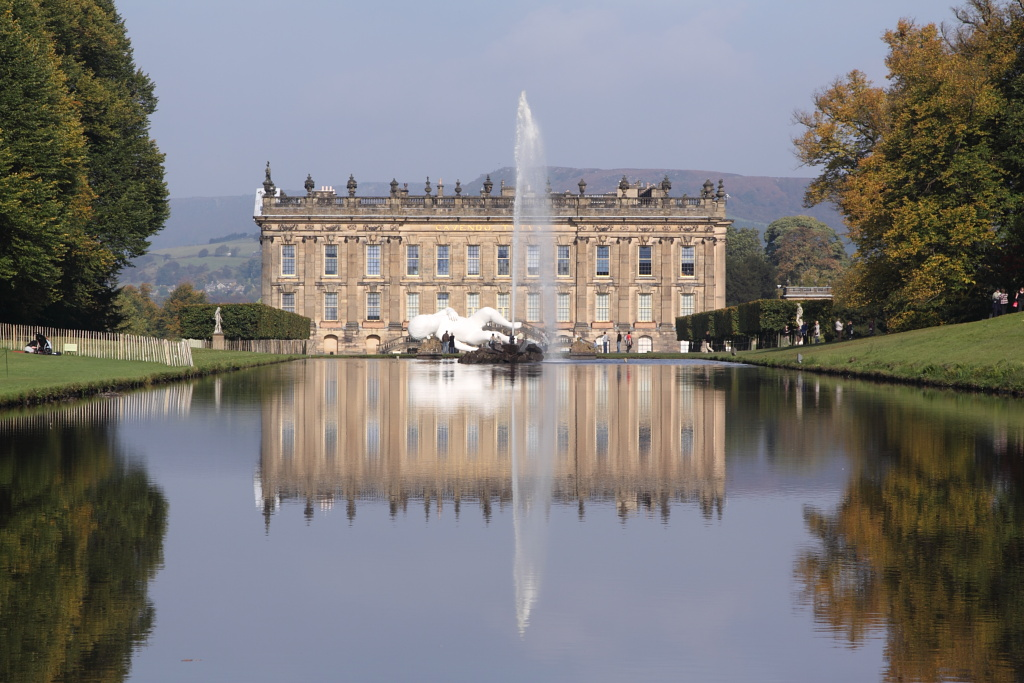
La actual casa Chatsworth, reflejada en el Canal Pond

Se casó con lady Mary Butler (1646-1710), hija de James Butler y su esposa, lady Elizabeth Preston, el 26 de octubre de 1662. Rehabilitó Chatsworth House, la residencia de la familia Cavendish desde su tatarabuelo.
La pareja tuvo cuatro hijos:
- Lady Elizabeth Cavendish (1670-1741), casada Sir John Wentworth.
- William Cavendish (c. 1672 - 4 de junio de 1729).
- Henry Cavendish (1673 - 10 de mayo de 1700).
- James Cavendish (fallecido 14 de diciembre de 1751).